# Lac des Quatre-Cantons
Le lac des Quatre-Cantons (en allemand : Vierwaldstättersee ; en italien : Lago dei Quattro Cantoni ou Lago di Lucerna ; en romanche : Lai dals Quatter Chantuns) est un lac glaciaire de Suisse centrale. Il mesure 38 km de long de l'embouchure au déversoir de la Reuss. Il est situé à 434 m d'altitude, s'étend sur 114 km2, et atteint une profondeur de 214 m.

## Toponymie
Son nom provient de Waldstätten, une expression en allemand qui désigne les trois cantons primitifs de la Suisse (Uri, Schwytz et l'Unterwald, comprenant les demi-cantons d'Obwald et de Nidwald), rejoints par le canton de Lucerne. 
Avant le XVIe siècle, le lac se nommait lac de Lucerne.

## Géographie
Le lac, étroit et sinueux, se situe au centre de la Suisse près de la ville de Lucerne. Il  est enclavé dans un écrin de hauts sommets : le Pilate (2 129 m), le Rigi (1 798 m), le Stanserhorn (1 898 m), le Bürgnestock (1 128 m) et l'Uri-Rotstock (2 826 m) dont les parois calcaires tombent à pic dans le lac. La nappe d'eau forme plusieurs bassins d'orientation différente et individualisés par des étranglements.
Le climat du lac est réputé pour sa douceur par rapport à celui des Alpes suisses. Le lac est en effet à l'abri des vents du nord et bénéficie du foehn chaud et sec qui souffle de la vallée de l'Aar canalisé par la vallée de la Reuss. À ceci, s'ajoute l'influence adoucissante des eaux du lac.
Diverses localités et lieux de villégiature sont implantés sur les cônes de déjection au bord du lac :
- Weggis : l'étranglement des Nasen fait communiquer le bassin de Weggis avec le bassin de Gersau ;
- Vitznau ;
- Gersau : sur la « riviera » protégée par le mont Rigi; dans le bassin de Gersau (13 km de long) ;
- Brunnen ;
- Flüelen ;
- Bluochs ;
- Stansstad ;
- Lucerne : troisième ville touristique de Suisse après Genève et Zurich.

Au niveau géologique, les montagnes entourant le lac sont constituées d'une alternance de calcaires, de marnes et de flychs. À son extrémité occidentale, on y trouve la molasse particulièrement dure du Moyen Pays.

## Histoire
Le lac s'est formé à la suite du surcreusement par le glacier de la Reuss puis de son retrait il y a 12 000 ans au Quaternaire. Les eaux de la Reuss et d'autres rivières (Muotta, Aa d'Engelberg et Aa de Saanen) ont rempli son bassin à la fin de la dernière période glaciaire. Il est notamment encore possible d'observer les restes de ce phénomène au Jardin des Glaciers de Lucerne.
Lors de la Préhistoire, des implantations humaines étaient déjà situées sur les bords du lac et, dans l'Antiquité, des bourgades romaines y sont fondées.
Au Moyen Âge, la région est occupée par des populations alémaniques et constitue un axe de communication vers le col du Saint-Gothard reliant l'Allemagne à l'Italie. Lucerne devient une grande ville commerçante. Selon la légende, les quatre cantons (Uri, Schwytz, Obwald et Nidwald) réunis sur la praire du Grütli au bord du lac le 15 juillet 1291, prêtent le serment d'assistance mutuelle qui donne naissance à la Confédération helvétique.
Au XIXe siècle, le lac des Quatre-Cantons, attire les artistes venus d'autres pays pour ses paysages romantiques. Le poète allemand Ludwig Rellstab indique en 1832 voir dans le premier mouvement de la sonate pour piano no 14 de Beethoven une « barque au clair de lune sur le lac des Quatre-Cantons ». Le peintre anglais William Turner a réalisé plusieurs tableaux, sur le thème du lac et de la Chapelle Tell. Ils sont les précurseurs de l'évolution touristique qui a fait du lac des Quatre-Cantons un des lieux les plus visités de Suisse.

Les Aquarelles de Turner
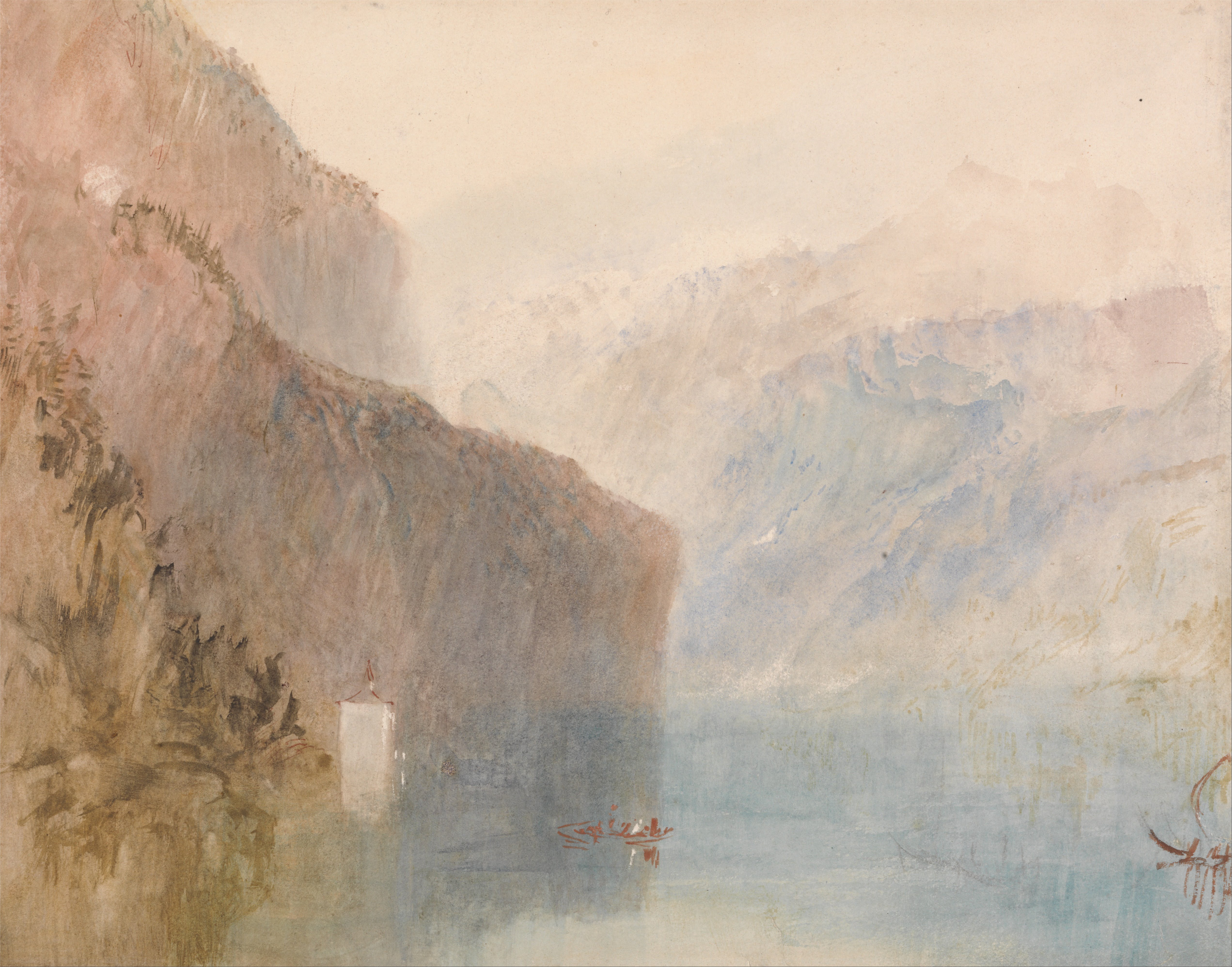
La Chapelle de Tell, Lac de Lucerne, 1841 Centre d'art de Yale, New Haven.
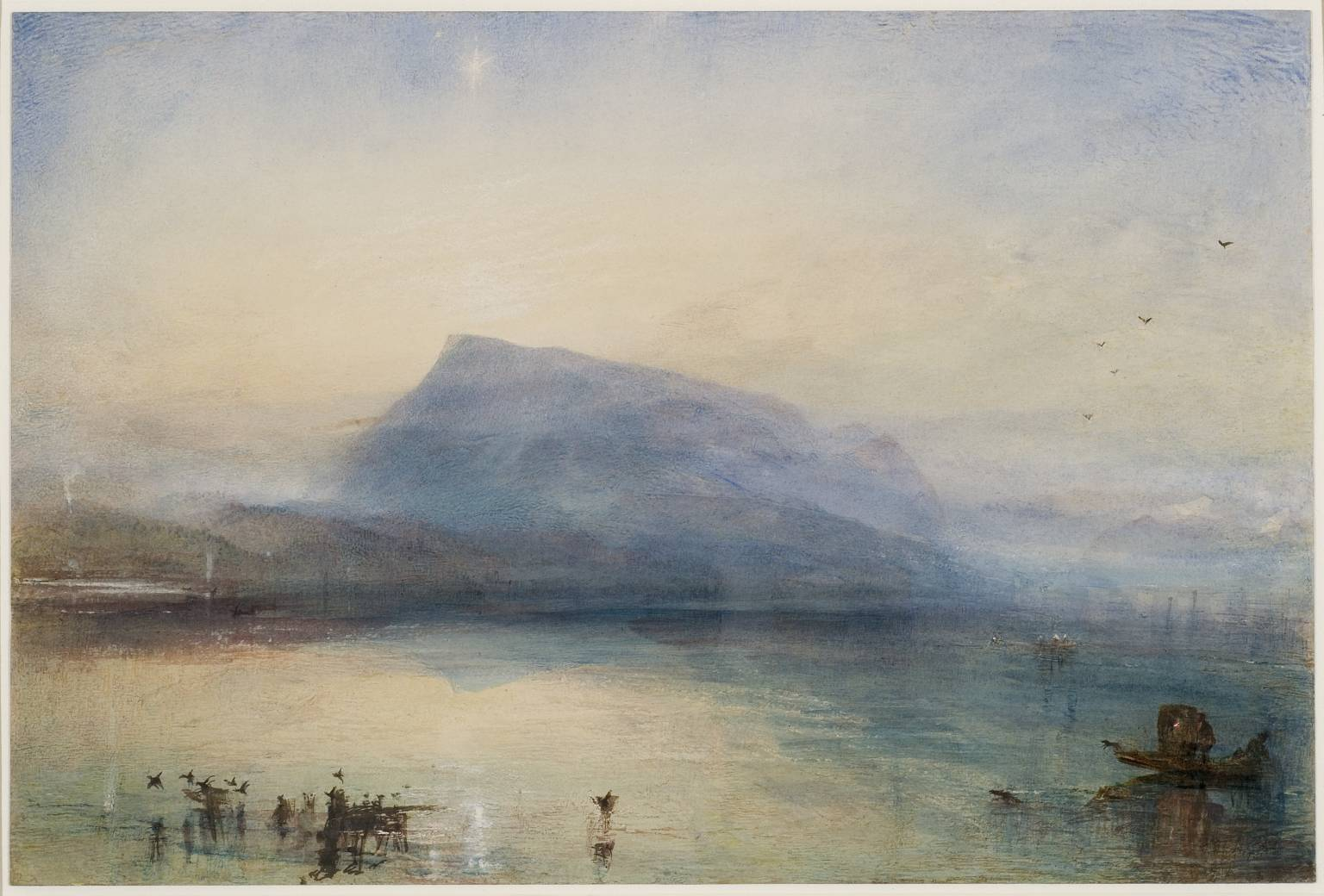
Le Rigi bleu, soleil levant, 1842 Tate Britain, Londres.

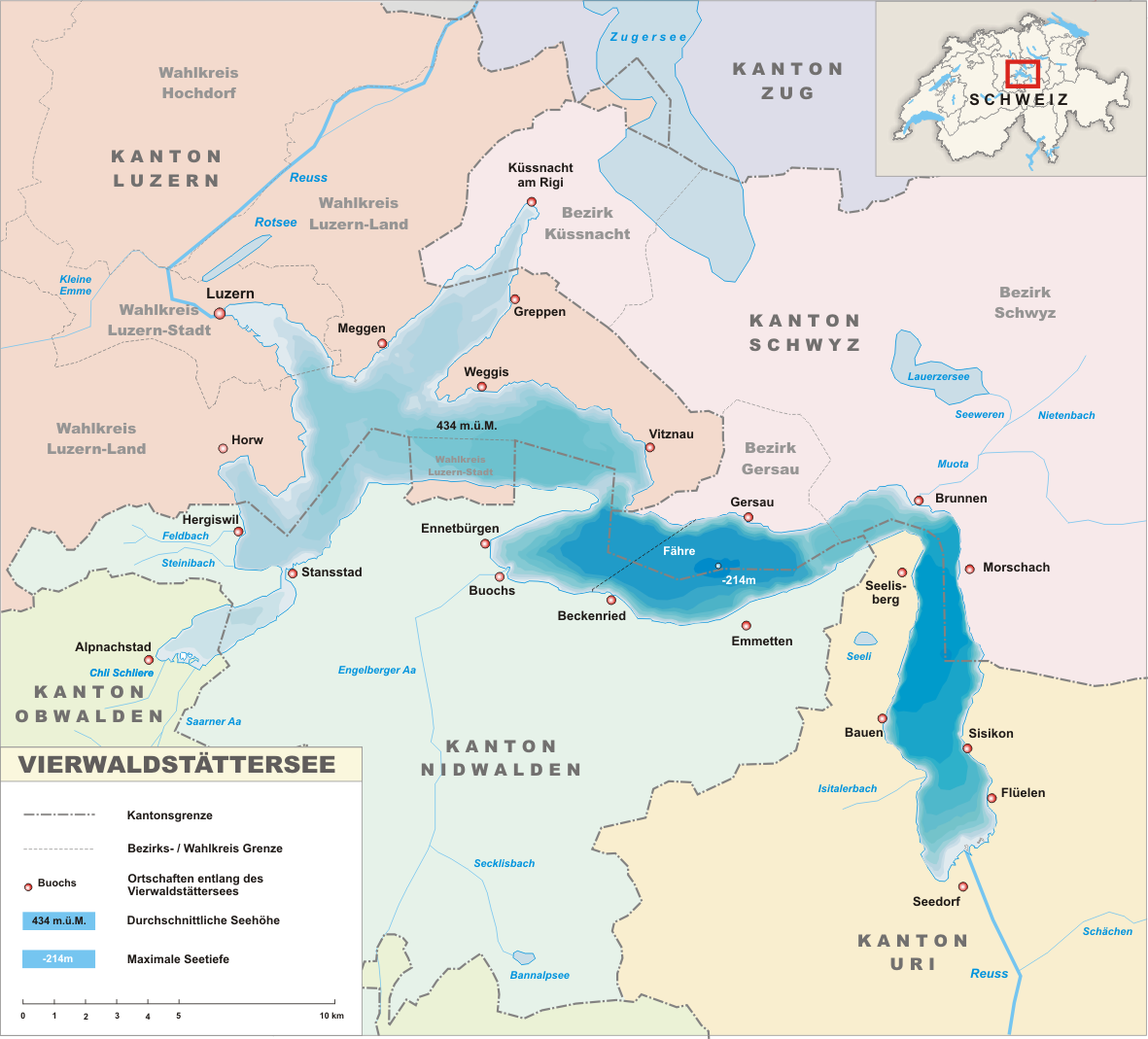
Carte du lac des Quatre-Cantons.

## Environnement
La « Riviera » de Gersau et ses environs abrite des colonies de plantes méditerranéennes et quelques palmiers dans les parcs des hôtels. Ailleurs les pentes des montagnes sont boisées et encadrées de falaises calcaires.
Le lac contient des munitions volontairement immergées, qui constituent une source potentielle de pollution. Ainsi, 2800 tonnes sont déposées dans le lac d'Uri, au sud du lac, auxquelles s'ajoutent 530 tonnes dans le bassin de Gersau.

## Tourisme
Le lac des Quatre-Cantons est un des hauts lieux de Suisse, raison pour laquelle il dispose d'une infrastructure touristique développée. 
Deux chemins de fer à crémaillère permettent d'accéder aux sommets qui surplombent le lac : le Rigi Bahnen qui permet d'accéder au sommet du mont Rigi et le Pilatusbahn (le plus raide du monde) qui relie Alpnachstad au sommet du mont Pilate. Un funiculaire et un téléphérique permettent également d'accéder au sommet du Stanserhorn d'avril à novembre. 
La nappe d'eau du lac des Quatre-Cantons est sillonnée par des bateaux de croisière datant du début du XXe siècle ou plus récents. La compagnie maritime du lac des Quatre-Cantons (Die Schifffahrtsgesellschaft des Vierwaldstättersees) propose des croisières sur le lac au départ de Lucerne. La navigation a lieu toute l'année et les horaires dépendent de la saison. Les trois itinéraires suivants desservent chacun des embranchements du lac: 
- Lucerne - Weggis - Vitznau - Beckenried - Brunnen - Flüelen ;
- Lucerne - Kehrsiten - Stansstad - Alpnachstad ;
- Lucerne - Küssnacht am Rigi.

En matière de tourisme sportif, la Voie Suisse est un chemin de randonnée qui permet de faire le tour du lac. Il permet d'accéder aux hauts lieux de la mythologie helvétique ainsi qu'aux localités de villégiature : le Grütli, la Tellsplatte, la chapelle de Tell, Küssnacht.

Vue générale du lac avec le Pilatus (montagne) et Lucerne. Septembre 2013.

## Galerie

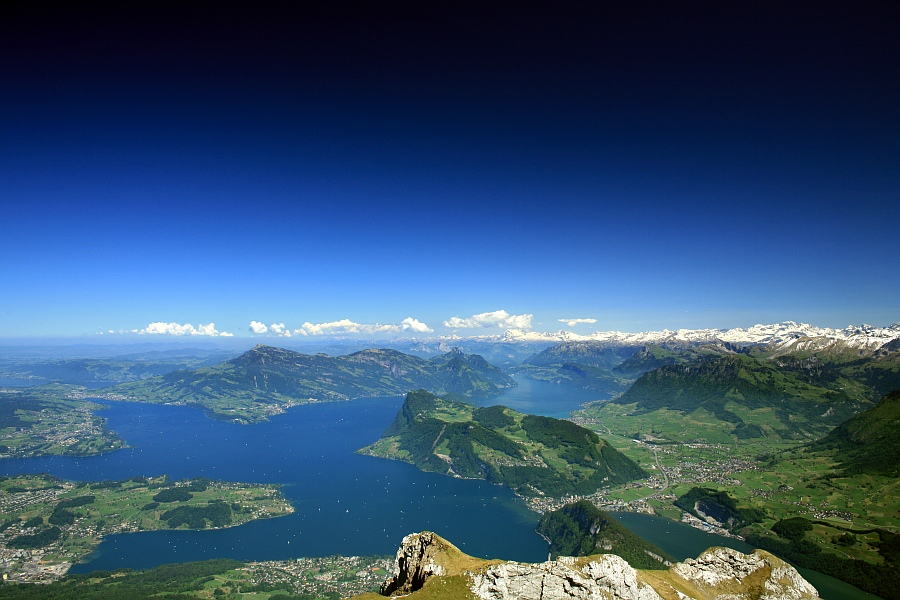
Le lac des Quatre-Cantons vu depuis le Pilatus.
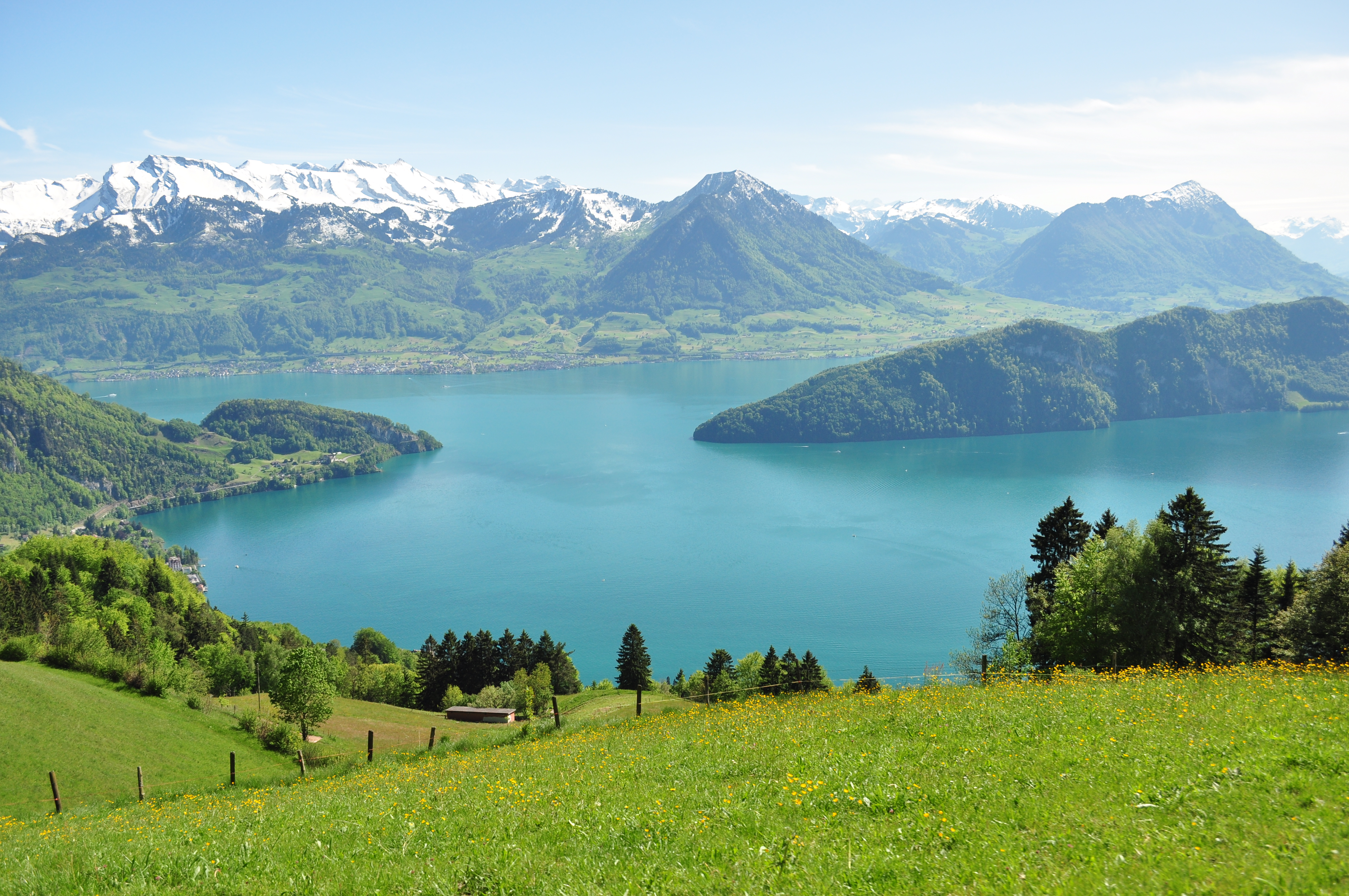
Le lac des Quatre-Cantons vu depuis les premières pentes du Rigi
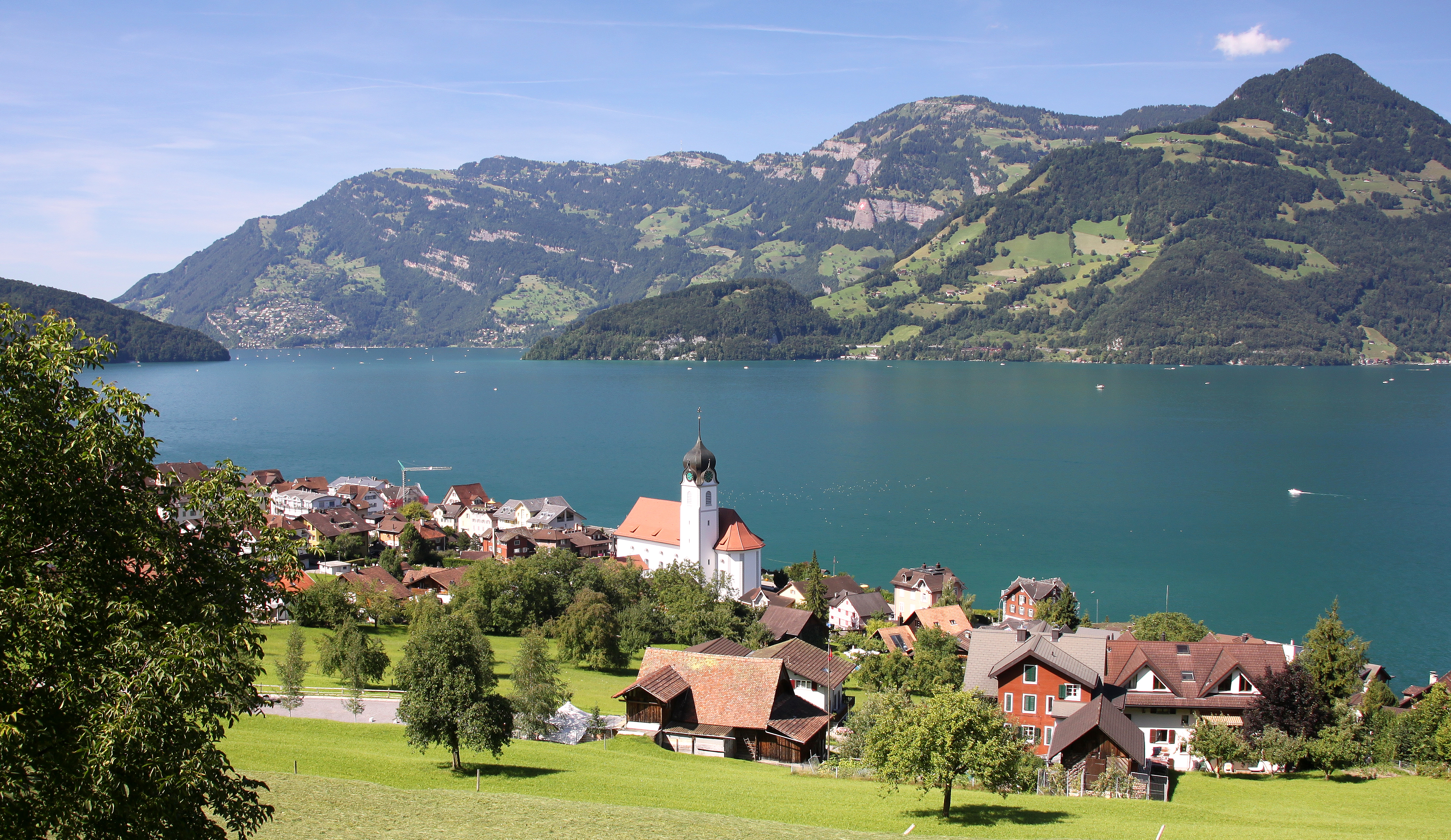
Le lac des Quatre-Cantons vu depuis Beckenried
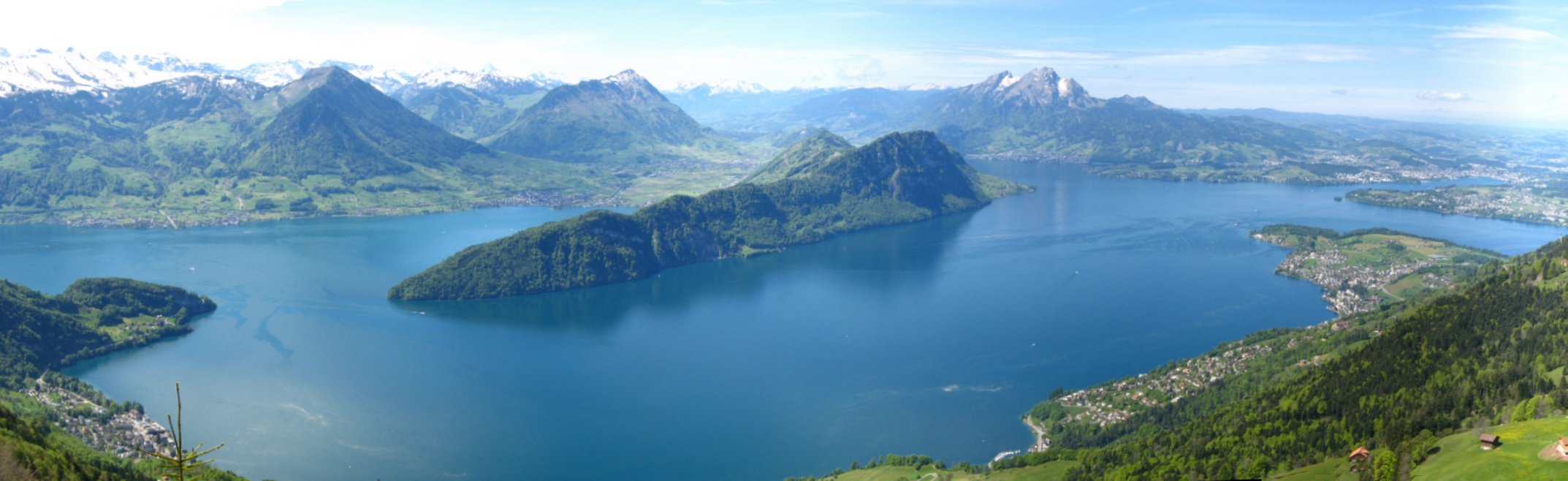
Vue depuis le Bürgenstock